# Ahaetulla fasciolata
Ahaetulla fasciolata е вид влечуго от семейство Смокообразни (Colubridae). Видът е незастрашен от изчезване.

## Разпространение
Разпространен е в Бруней, Индонезия (Калимантан и Суматра), Малайзия, Сингапур и Тайланд.